# Prokurator Sądu Specjalnego dla Sierra Leone
Prokurator Sądu Specjalnego dla Sierra Leone  - organ Sądu Specjalnego dla Sierra Leone, pełniący funkcje śledcze i oskarżycielskie.
Zgodnie ze Statutem Sądu, Prokurator jest odpowiedzialny za ściganie i oskarżanie osób, które ponoszą największą odpowiedzialność za poważne naruszenia międzynarodowego prawa humanitarnego oraz niektórych przestępstw prawa Sierra Leone popełnionych na terytorium Sierra Leone od 30 listopada 1996.
Prokuratora mianuje Sekretarz Generalny Organizacji Narodów Zjednoczonych na trzyletnią kadencję z prawem ponownego mianowania. Prokurator musi się odznaczać wysoką moralnością charakteru, posiadać najwyższe kwalifikacje zawodowe oraz duże doświadczenie w prowadzeniu postępowań przygotowawczych i oskarżaniu.
Prokurator jest niezależnym organem Sądu, nie może też otrzymywać instrukcji od żadnego rządu ani z innych źródeł.
Organem pomocniczym Prokuratora jest Biuro Prokuratora (ang. Office of the Prosecutor). Biuro ma uprawnienia do przesłuchiwania podejrzanych, ofiar i świadków, zbierania materiału dowodowego oraz prowadzenia śledztwa na miejscu zbrodni.
Władze Sierra Leone są obowiązane wspomagać Prokuratora w wykonywaniu swoich zadań. Organem pomocniczym Prokuratora jest Wiceprokurator z Sierra Leone (ang. Sierra Leonean Deputy Prosecutor), którego wyznacza rząd Sierra Leone, w porozumieniu z Sekretarzem Generalnym oraz Prokuratorem.